# Aguriahana stellulata
Aguriahana stellulata  (лат.) — вид полужесткокрылых из семейства цикадок (Cicadellidae). Взрослые цикадки встречаются с июня по октябрь. Распространён в Европе, Азии и Северной Африке, интродуцирован также и в Северную Америку. На территории России встречается в европейской части, на юге Хабаровского края, в Приморском крае, Забайкалье, Туве и на востоке Саянов.

## Описание
Длина тела цикадки 3,9—4,4 мм. Цикадки молочно-белые. Вершины передних крыльев имеют тёмно-бурое пятно, за вершиной клавуса от пятна веером расходятся бурые полосы.

## Экология
Особи данного вида фитофаги, полифаги. Встречаются в смешанных и широколиственных лесах, рощах, садах и парках. Наблюдать цикадок можно на различных древесных растениях, в том числе фруктовых деревьях: лайм (Citrus × aurantiifolia), вишня (Prunus subg. Cerasus), слива (Prunus), реже груша (Pyrus), и различных других, а именно на липе (Tilia) (липа сердцевидная), тополе (Populus), берёзе (Betula) и клёне (Acer). Цикадки повреждают листья этих растений, высасывая из них соки. Нимфы питаются на обратной стороне листьев деревьев весной и летом.